# Robotica
Robotica – program poświęcony walkom robotów, produkowanym przez Amerykańską telewizje kablową TLC. W sezonie jest 7 odcinków, z czego 6 to eliminacje do finału (7. odcinek). Zostały wyprodukowane 3 sezony. Pierwszy odcinek został wyemitowany w kwietniu 2001, ostatni sezon w listopadzie 2002. W pierwszym sezonie prezenterami byli Ahmet Zappa, Tanika Ray, oraz Tanya Memme. W sezonie drugim i trzecim Dan Danknick zastąpił Tanika Ray.

## Sezon 1
Każdy odcinek w pierwszym sezonie, przedstawia cztery roboty ważące nawet 95 kilogramów w serii trzech wyzwań. Zwycięzcy każdej pary stają przeciw sobie w walce, by wyłonić zwycięzcę.
- Pierwsze wyzwanie to wyścig (The Speedway). Roboty mają do przejechania tor w kształcie 8 w przeciwnych kierunkach. Roboty dostają po 10 punktów za każde ukończone okrążenie, a zwycięzca dostaje bonus w wysokości 20 punktów. Limit dla wyzwania trwa 2 minuty.
- Drugie wyzwanie to labirynt (The Maze). Roboty mają do pokonania 2 identyczne krzyżujące się tory z metą na środku. Pięć przeszkód (pochylnia, przepchnięcie pudła, obrotowe łopatki z kolcami, gilotyna i wodospad) o wartości każda po 15 punktów, plus 25 punktów dla robota który pierwszy stanie na platformie na środku labiryntu. Limit dla tego wyzwania wynosi 3 minuty.
- Trzecie wyzwanie to tor przeszkód (The Gauntlet). Roboty muszą przebić się przez ściany, z każdą wzrasta poziom trudności. Pięć przeszkód (szklana szyba, puszki po farbie z piaskiem, cegły, kamienne płyty oraz sejf ważący 50 kg), po 15 punktów każda, plus 25 punktów dla robota który jako pierwszy ukończy tor. Limit dla wyzwania wynosi 3 minuty.

Suma punktów zgromadzonych po trzech wyzwaniach wyłania zwycięzcę.
Finałowa walka odbywa się na platformie o wymiarach ok. 4.5 na 4.5 metra, która jest położona nad przepaścią z kolcami. Po wjeździe na platformie roboty przez minutę walczą z podniesionymi barierkami. Po minucie barierki padają, i robot który zepchnie rywala z platformy wygrywa odcinek.
Finał jest podobny do kwalifikacji, z tym, że w finale walczy ze sobą sześć robotów a nie cztery, które rywalizują w trzech parach. Trzy roboty spotykają się w wielkim finale. Zwycięzca otrzymał największą do tamtej pory wygraną w walce robotów, $12 000.

## Sezony 2 i 3
Sezon drugi i trzeci różniły się od pierwszego. Usunięto wyścig, a tor przeszkód oraz labirynt uległy zmianom.
Tor przeszkód miał kształt rombu. Roboty miały do pokonania 4 przeszkody (drewno, puszki po farbie z piaskiem,cegły i kamienne płyty) po 10 punktów każda (sejf usunięto). Potem muszą siebie wyprzedzić i przedostać się przez gruz, a każdy stos był wart 5 punktów. Jednocześnie muszą w przeciwnych kierunkach wrócić na start. Pierwszy robot, który wjedzie na środek areny zdobywa 10 punktów, drugi - 5. Po tym, jak roboty zbiją szklane tafle na platformie, zostanie opuszczona bonusowa tafla o wartości 15 punktów. Limit czasowy wynosi 3 minuty.
Konkurencja w labiryncie zaczyna się na obrotnicy pośrodku. Roboty muszą zbić szklane tafle kryjące się za 6 przeszkodami:
1. Zepchnięcie pudła - 15 punktów
2. Wznoszące się i opadające kolce - 15 punktów
3. Wiszący most - 20 punktów
4. Rampa przewracająca - 20 punktów
5. Wiszące kule do rozbiórki - 25 punktów
6. Piasek - 25 punktów

Po 3 minutach, albo po tym, gdy przeszkody zostaną pokonane otworzy się bramka, a za nią szklana tafla o wartości 30 punktów. Limit dla zadania wynosił 4 minuty. W labiryncie należy też uważać na szczury, które mogą przeszkodzić robotom.
Finałowa walka odbywa się na platformie, która tak jak w pierwszym sezonie jest położona nad przepaścią z kolcami. Po wjeździe roboty  walczą na platformie przez minutę. Po tym czasie barierki opadają, i robot który zepchnie rywala z platformy wygrywa odcinek.
Finał jest podobny do kwalifikacji, z tym, że w finale walczy ze sobą sześć robotów a nie cztery, które rywalizują w trzech parach. W pierwszych dwóch konkurencjach po 2 roboty o najgorszych wynikach zostają wyeliminowane. W wielkim finale spotykają się 2 najlepsze roboty. W obu sezonach finałowe walki zakończyły się, jeszcze zanim barierki opadły.

## Zwycięzcy
- Sezon 1: Run Amok
- Sezon 2: Flexy Flyer
- Sezon 3: Panzer Mk. 3

## Obecny status
Powtórki programu były emitowane na Discovery Science.